# Campeonato Sudamericano de Media Maratón
El Campeonato Sudamericano de Atletismo de Media Maratón (en inglés: South American Half Marathon Championships) es una competición anual organizada por la Confederación Sudamericana de Atletismo (ConSudAtle), para atletas que representen a los países asociados. Este campeonato se estableció a partir de 1995, en la ciudad de Neiva, en Colombia.
Una media maratón es una carrera a pie de larga distancia en ruta, cuya distancia es de 21.097,5 metros, es decir, la mitad de la de una maratón.

## Ediciones
| Edición | Año  | Ciudad           | País      | Fecha            | Ref.   |
| ------- | ---- | ---------------- | --------- | ---------------- | ------ |
| I       | 1995 | Neiva, Huila     | Colombia  | 3 de junio       | [ 1 ]  |
| II      | 1996 | Manaus, Amazonas | Brasil    | 31 de agosto     | [ 3 ]  |
| III     | 1997 | Georgetown       | Guyana    | 7 de septiembre  | [ 4 ]  |
| IV      | 1998 | Río de Janeiro   | Brasil    | 23 de agosto     | [ 5 ]  |
| V       | 2002 | Buenos Aires     | Argentina | 8 de septiembre  | [ 6 ]  |
| VI      | 2004 | Maracaibo, Zulia | Venezuela | 4 de septiembre  | [ 7 ]  |
| VII     | 2008 | Río de Janeiro   | Brasil    | 12 de octubre    | [ 8 ]  |
| VIII    | 2009 | Asunción         | Paraguay  | 2 de agosto      | [ 9 ]  |
| IX      | 2010 | Lima             | Perú      | 29 de agosto     | [ 10 ] |
| X       | 2011 | Buenos Aires     | Argentina | 11 de septiembre | [ 11 ] |
| XI      | 2012 | Asunción         | Paraguay  | 26 de agosto     | [ 12 ] |
| XII     | 2014 | Asunción         | Paraguay  | 11 de mayo       | [ 13 ] |
| XIII    | 2015 | Montevideo       | Uruguay   | 26 de abril      | [ 14 ] |
| XIV     | 2016 | Asunción         | Paraguay  | 26 de mayo       | [ 15 ] |
| XIV     | 2017 | Montevideo       | Uruguay   | 18 de marzo      | [ 16 ] |
| XV      | 2018 | Paramaribo       | Surinam   | 5 de agosto      | [ 17 ] |
| XVI     | 2019 | Asunción         | Paraguay  | 25 de agosto     | [ 18 ] |
| XVII    | 2022 | Buenos Aires     | Argentina | 21 de agosto     |        |

## Resultados

### Récords
| Tipo    | Tiempo  | Atleta                    | Nacionalidad | Edición |
| ------- | ------- | ------------------------- | ------------ | ------- |
| Varones | 1:01:13 | Marílson Gomes dos Santos | Brasil       | 2011    |
| Damas   | 1:11:40 | Martha Tenorio            | Ecuador      | 1998    |

### Varones
| Evento | Oro                                      | Plata                                    | Bronce                                    |
| ------ | ---------------------------------------- | ---------------------------------------- | ----------------------------------------- |
| 1995   | Hérder Vásquez Colombia 1:05:07          | Pedro Elías Ortiz Colombia 1:05:57       | Pedro César Rojas Colombia 1:06:04        |
| 1996   | André Luiz Ramos Brasil 1:04:23          | Delmir dos Santos Brasil 1:06:19         | Vanderlei Cordeiro Brasil 1:06:55         |
| 1997   | Milton Mattos Brasil 1:09:30             | Alejandro Semprún Venezuela 1:09:54      | Paulo Víctor Lunkess Brasil 1:09:56       |
| 1998   | Ronaldo da Costa Brasil 1:02:17          | Antonio Silio Argentina 1:02:31          | Eduardo do Nascimento Brasil 1:02:41      |
| 2002   | Oscar Cortínez Argentina 1:05:42         | Miguel Meléndez Chile 1:05:54            | Polibio Méndez Ecuador 1:06:04            |
| 2004   | Lervis Arias Venezuela 1:06:30           | José Alejandro Semprún Venezuela 1:07:10 | Robert Lugo Venezuela 1:07:34             |
| 2008   | Marílson Gomes dos Santos Brasil 1:03:18 | Pedro Mora Venezuela 1:04:45             | Giomar da Silva Brasil 1:05:07            |
| 2009   | Clodoaldo Gomes da Silva Brasil 1:04:09  | Constantino León Perú 1:04:46            | Edmundo Torres Perú 1:05:24               |
| 2010   | Jhon Cusi Huamán Perú 1:03:12            | Jaime Caldúa Perú 1:03:23                | Constantino León Perú 1:03:53             |
| 2011   | Marílson Gomes dos Santos Brasil 1:01:13 | Luis Ariel Molina Argentina 1:05:52      | Juan Carlos Hernández Colombia 1:06:15    |
| 2012   | Flavio Henrique Guimarães Brasil 1:08:23 | Pablo Mena Chile 1:09:29                 | Derlis Ayala Paraguay 1:10:00             |
| 2014   | Bayron Piedra Ecuador 1:09:24            | Manuel Gustavo Cañar Ecuador 1:10:02     | Cristóbal José Narváez Ecuador 1:10:09    |
| 2015   | Ghilmer Silvestre Lopes Brasil 1:05:43   | Miguel Mallma Perú 1:07:05               | David Rodríguez Argentina 1:07:11         |
| 2016   | Ferdinand Pacheco Perú 1:04:31           | Ghilmer Silvestre Lopes Brasil 1:04:36   | Daverso Ramos Perú 1:04:39                |
| 2017   | Damiao Ancelmo De Souza Brasil 1:05:53   | Martín Cuestas Uruguay 1:06:02           | Nicolás Cuestas Uruguay 1:06:06           |
| 2018   | José Luis Rojas Perú 1:08:39             | Jianpierre Castro Perú 1:09:47           | Samuel Souza do Nascimento Brasil 1:13:13 |
| 2019   | Nicolás Cuestas Uruguay 1:05.09          | Silvestre López Brasil 1:05.20           | Derlis Ayala Paraguay 1:05.36             |
| 2022   | Christian Vásconez Ecuador 1:01:59       | Federico Bruno Argentina 1:02:10         | Ignacio Erario Paraguay 1:02:12           |

### Damas
| Evento | Oro                                       | Plata                                     | Bronce                             |
| ------ | ----------------------------------------- | ----------------------------------------- | ---------------------------------- |
| 1995   | Iglandini González Colombia 1:17:28       | Stella Castro Colombia 1:19:01            | Flor Venegas Chile 1:19:29         |
| 1996   | Flor Venegas Chile 1:24:00                | Iracima Reis Brasil 1:24:01               | Itamar Aranha Brasil 1:26:40       |
| 1997   | Selma Cándida dos Reis Brasil 1:22:59     | Marlene María Flores Chile 1:24:05        | Iara da Silva Brasil 1:28:31       |
| 1998   | Martha Tenorio Ecuador 1:11:40            | Márcia Narloch Brasil 1:14:37             | Viviany de Oliveira Brasil 1:15:14 |
| 2002   | Érika Olivera Chile 1:14:52               | Sandra Torres Álvarez Argentina 1:17:37   | Estela Martínez Argentina 1:20:46  |
| 2004   | Rosa Rodríguez Venezuela 1:18:46          | Norelis Lugo Venezuela 1:21:07            | Mónica Sarmiento Venezuela 1:24:36 |
| 2008   | María Zeferina Baldaia Brasil 1:13:42     | Rosa Godoy Argentina 1:15:31              | Marizete dos Santos Brasil 1:17:04 |
| 2009   | Jimena Misayauri Perú 1:14:38             | Julia Rivera Perú 1:15:37                 | Marizete dos Santos Brasil 1:15:59 |
| 2010   | Jimena Misayauri Perú 1:13:32             | Gladys Tejeda Perú 1:13:53                | Michele das Chagas Brasil 1:14:36  |
| 2011   | Adriana Aparecida da Silva Brasil 1:13:16 | Rosa Chacha Ecuador 1:13:45               | Sandra Amarillo Argentina 1:13:50  |
| 2012   | Adriana Aparecida da Silva Brasil 1:17:50 | Fátima Romero Paraguay 1:25:24            | Carmen Warkentin Paraguay 1:25:38  |
| 2014   | Carmen Martínez Aguilera Paraguay 1:16:35 | Rosa Chacha Ecuador 1:19:47               | Lorena Velázquez Ecuador 1:20:03   |
| 2015   | Rocío Cántara Perú 1:16:26                | Adriana Aparecida da Silva Brasil 1:16:36 | Nicolasa Condori Perú 1:16:58      |
| 2016   | Joziane da Silva Brasil 1:14:38           | Rocío Cantará Perú 1:14:40                | Wilma Arizapana Perú 1:15:07       |
| 2017   | Clara Canchanya Perú 1:15:39              | Valdilene Santos da Silva Brasil 1:15:53  | Rocío Cantará Perú 1:15:56         |
| 2018   | Talía Valdivia Perú 1:20:21               | Nélida Sullca Perú 1:20:50                | Nicolasa Condori Perú 1:24:31      |
| 2019   | Daiana Ocampo Argentina 1:13.23           | Carmen Martínez Paraguay 1:15.21          | Clara Canchanya Perú 1:16.07       |
| 2022   | Florencia Borelli Argentina 1:09:31       | Diana Ocampo Argentina 1:09:46            | Rosa Chacha Ecuador 1:11:23        |